# Wissenschafts- und Bildungszentrum Al Wassatyja

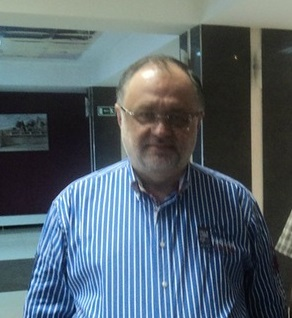
Ali Wjatscheslaw Polossin
(Direktor des Moskauer Zentrums)

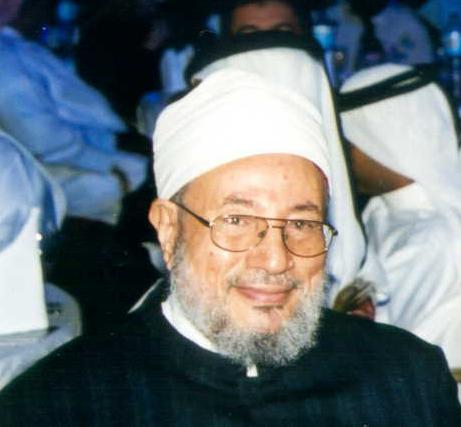
Yusuf al-Qaradawi
(Präsident der IUMS)

Das Wissenschafts- und Bildungszentrum al Wassatiyja (russisch Научно-просветительский центр «Аль-Васатыя» Nautschno-proswetitelski zentr „Al Wassatyja“; wiss. Transliteration: Naučno-prosvetitel’skij centr „Al’ Vasatyja“) in der russischen Hauptstadt Moskau ist eine Autonome Non-Profit-Organisation, die vom russischen Fonds zur Unterstützung der islamischen Kultur, Wissenschaft und Bildung (Fond podderschki islamskoi kultury, nauki i obrasowanija), der Russischen Islamischen Universität (in der Stadt Kasan, Republik Tatarstan) und dem Institut für Theologie und Internationale Beziehungen (in der Stadt Machatschkala, Republik Dagestan) gegründet wurde und vertraglich mit dem Internationalen Wasatiyya-Zentrum (International Center al-Wasatiyya) in Kuwait verbunden ist. Das auch als International Moderation Centre (Abk. IMC) bekannte Zentrum in Kuwait ist wiederum eine mit dem kuwaitischen Ministerium für religiöse Stiftungen und Islamische Angelegenheiten verbundene Organisation.
Hauptziel des russischen Zentrums ist nach eigenen Angaben (wasatiyya.ru): die Hilfe zur Rückkehr der muslimischen Bewusstsein auf das koranische "al-wasatiyya" -Konzept ([…]), das sich Extremen (Radikalismus) in allen Bereichen das Leben der Muslime verweigert, um eine "goldene Mitte" in jedem Punkt des privaten und gesellschaftlichen Lebens zu suchen, für eine ausgewogene Nachbarschaft mit Vertretern anderer Religionen und Anschauungen.
Zu seinen Hauptaufgaben zählt demnach die Organisation des islamischen Bildungssystems im Geiste des koranischen "goldenen Mittelwegs" (wasaṭīya, arabisch وسطية), d. h. des insbesondere durch Scheich Yusuf al-Qaradawi – den Präsidenten der Internationalen Union Muslimischer Gelehrter und Mitgründer und Vorsitzenden des Europäischen Rates für Fatwa und Forschung (ECFR) – bekannten Konzeptes.
Die kuwaitische Hauptorganisation und ihr russischer Ableger waren die Hauptorganisatoren der hochrangig besetzten Internationalen Theologischen Konferenz „Islamische Lehre gegen Radikalismus“ am 25.–26. Mai 2012 in Moskau im Hotel Ritz-Carlton, zusammen mit der Internationalen Union Muslimischer Gelehrter.
Die Organisation von Fortbildungskursen in Kuwait läuft der Website des russischen Zentrums zufolge in Abstimmung mit den kuwaitischen Glaubensbrüdern.
Adil al-Fallah, der Untersekretär des kuwaitischen Ministeriums für religiöse Stiftungen und Islamische Angelegenheiten spielte bei der Einrichtung des Zentrums in Russland eine wichtige Rolle, wobei Beziehungen mit den muslimischen Gemeinschaften in Moskau, der Wolga-Region und dem südlichen Russland geknüpft wurden.
Ali Wjatscheslaw Polossin ist seit 2011 Direktor des Moskauer Wassatiyja-Zentrums.
Auf die Widersprüchlichkeit im Verhalten der russischen Regierung, die Muslimbruderschaft zu verbieten, jedoch eine mit einer ähnlichen Ideologie betriebene Organisation wie das Wassatyja-Zentrum zu erlauben, wurde beispielsweise von dem britischen Think Tank Chatham House in London hingewiesen.

## Ziele
Seine Ziele werden vom Moskauer Zentrum (nach wasatiya.ru) folgendermaßen beschrieben:

„1. Die Organisation des islamischen Bildungssystems im Geiste des koranischen "goldenen Mittelwegs" (al-wasatiyya):
die Organisation von Bildungsveranstaltungen, Fortbildungskursen, wissenschaftlichen und praktischen Seminaren, Vorträgen für junge Imame, muslimische Aktivisten, Leiter von Jugend- und Frauenorganisationen in verschiedenen Regionen Russlands. Diese Kurse sind organisiert für eine Erklärung des Prinzips der Maßhaltung in Koran, Sunna und Geschichte des Islams, und zur Warnung vor Extremismus und Radikalismus;
die Organisation des ständigen Bildungsauftrags mit Gruppen der Muslime, die in Regionen leben, in denen Muslime vorher nicht präsentiert waren, und mit muslimischen Migranten zum Zweck ihrer Anpassung an die neuen Bedingungen in den entwickelten Traditionen und unter den geltenden Gesetzen, und in Übereinstimmung mit dem Geist der "al-wasatiyya"-Ideologie;
die Organisation in Kuwait (in Abstimmung mit den kuwaitischen Brüdern) von Fortbildungskursen für Lehrer der muslimischen Bildungseinrichtungen, Imame, Prediger, muslimische Journalisten in Bezug auf das theologische Argument des Vorteils einer "al Wassatyja-Gemeinschaft " und “gegen Extremismus und Radikalismus”.
2. Publikation der klassischen muslimischen Literatur, die den inneren Reichtum des Islam zeigt und Stolz auf die islamische Zivilisation macht.
3. Massenmedien-Herausgabe, worin die besten Errungenschaften des modernen muslimischen Denkens gezeigt werden, die Übersetzung in die russische Sprache der Werke von Wissenschaftlern des Islams, die das Prinzip der Maßhaltung beleuchten.
4. Unterstützung bei der Bildung muslimischer Intellektueller, die eine echte Chance haben muss, die Stimmung der Muslime aktiver zu beeinflussen.
5. Wissenschaftliche, populärwissenschaftliche und wissenschaftlich-journalistische Arbeiten zur Erklärung des Prinzips der Maßhaltung im Islam, auch in der nicht-muslimischen Umwelt.
6. Kommunikation mit anderen Religionen, Glauben, Kulturen und Zivilisationen. Stärkung der Beziehungen mit der Russisch-orthodoxen Kirche und anderen traditionellen religiösen Organisationen Russlands.
7. Unterstützung bei der Kommunikation, dem wechselseitigen Studieren von Kulturen und Traditionen, die Entfernung des Misstrauens zwischen den verschiedenen Nationen und von Xenophobien, Stärkung der "nationalen Diplomatie", Förderung einer Stärkung der Positionen Russlands in der islamischen Welt.“